# 胡成放
胡成放（1917年—），福建永定人，中华人民共和国政治人物、外交官。

## 生平
1973年，接替官达非担任中华人民共和国驻伊拉克大使。1974年，由赵行志接任。1978年，担任中华人民共和国驻智利大使。